# Traverse City
Traverse City é uma cidade localizada no estado americano de Michigan, no Condado de Grand Traverse e Condado de Leelanau, às margens do Lago Michigan. A economia da cidade baseia-se primariamente no turismo. Durante o verão, é ponto de encontro de muitas tribos que visitam a cidade pelas lindas praias e águas cristalinas. Outra fonte de renda importante da cidade é a agricultura. A cidade reivindica o posto de capital da cereja dos Estados Unidos.

## Demografia
Segundo o censo americano de 2000, a sua população era de 14.532 habitantes.
Em 2006, foi estimada uma população de 14.407, um decréscimo de 125 (-0.9%).

## Geografia
De acordo com o United States Census Bureau tem uma área de
22,6 km², dos quais 21,8 km² cobertos por terra e 0,8 km² cobertos por água.

## Localidades na vizinhança
O diagrama seguinte representa as localidades num raio de 24 km ao redor de Traverse City.